# 特姆科韋
47°52′26″N 29°17′9″E / 47.87389°N 29.28583°E
特姆科韋（羅馬化：Tymkove）是位於烏克蘭西南部的村莊，由敖德萨州波迪利斯克区的斯洛比德卡市鎮負責管轄。該村處於里布尼齊亞河畔，始建於1926年，面積4.7平方公里，海拔高度136米，2001年人口796。